# Biganos
Biganos é uma comuna francesa na região administrativa da Nova Aquitânia, no departamento da Gironda. Estende-se por uma área de 77,74 km². Em 2010 a comuna tinha 11 043 habitantes (densidade: 142,1 hab./km²).